# Laban T. Moore

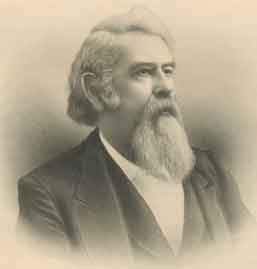
Laban T. Moore

Laban Theodore Moore (* 13. Januar 1829 im Wayne County, Virginia; † 9. November 1892 in Catlettsburg, Kentucky) war ein US-amerikanischer Politiker. Zwischen 1859 und 1861 vertrat er den Bundesstaat Kentucky im US-Repräsentantenhaus.

## Werdegang
Laban Moore wurde 1829 im Wayne County im heutigen West Virginia an der Grenze zu Kentucky geboren. Ganz in der Nähe liegt der ebenfalls zu Kentucky gehörende Ort Louisa. Moore besuchte die Marshall Academy in Virginia und das Marietta College in Ohio. Nach einem anschließenden Jurastudium am Transylvania Law College und seiner 1849 erfolgten Zulassung als Rechtsanwalt begann er in Louisa in diesem Beruf zu arbeiten.
Politisch schloss sich Moore zunächst der kurzlebigen Opposition Party an. Im Jahr 1857 kandidierte er erfolglos für das Repräsentantenhaus von Kentucky. Bei den Kongresswahlen des Jahres 1858 wurde er im neunten Wahlbezirk von Kentucky in das US-Repräsentantenhaus in Washington, D.C. gewählt, wo er am 4. März 1859 die Nachfolge von John Calvin Mason antrat. Da er im Jahr 1860 auf eine erneute Kandidatur verzichtete, konnte er bis zum 3. März 1861 nur eine Legislaturperiode im Kongress absolvieren. Diese war von den Ereignissen und Diskussionen im unmittelbaren Vorfeld des Bürgerkrieges geprägt. Dazu gehörte auch der Auszug der Kongressabgeordneten aus den Staaten, die damals aus der Union austraten.
Während des Bürgerkrieges stellte Laban Moore das 14. Freiwilligen-Regiment aus Kentucky auf, dessen Kommandeur er als Oberst wurde. Diese Einheit kämpfte auf der Seite der Union. Moore gab den Militärdienst bereits am 1. Januar 1862 auf. Er zog nach Catlettsburg, wo er als Anwalt praktizierte. Politisch wurde er in dieser Zeit Mitglied der Demokratischen Partei. 1881 wurde er in den Senat von Kentucky gewählt. In den Jahren 1890 und 1891 war er Mitglied einer Delegation zur Überarbeitung der Staatsverfassung von Kentucky. Laban Moore starb am 9. November 1892 in Catlettsburg und wurde in Ashland beigesetzt.